# Adamaste (Achéménide)
 (février 2020).
Adamaste est un personnage du poème de Virgile, l’Énéide. C'est un personnage mythologique qui apparaît la première fois dans le Chant III, au vers 614 (« sum patria ex Ithaca, comes infelicis Ulixi, nomine Achaemenides, Troiam genitore Adamasto paupere (mansissetque utinam fortuna !) profectus. »).
Son fils se prénommait Achéménide, et est plus connu que son père car il raconta aux Troyens qu'il avait été l'un des compagnons d'Ulysse et qu'il avait vécu quelques péripéties sur l'île du Cyclope. Ils sont originaires de la ville d'Ithaque en Grèce.